# Cantone di Val de Save
Il Cantone di Val de Save è una divisione amministrativa dell'arrondissement di Auch.
È stato costituito a seguito della riforma approvata con decreto del 26 febbraio 2014, che ha avuto attuazione dopo le elezioni dipartimentali del 2015.

## Composizione
Comprende i 40 comuni di:
- Betcave-Aguin
- Bézéril
- Cadeillan
- Castillon-Savès
- Cazaux-Savès
- Espaon
- Garravet
- Gaujac
- Gaujan
- Labastide-Savès
- Lahas
- Laymont
- Lombez
- Monblanc
- Mongausy
- Montadet
- Montamat
- Montégut-Savès
- Montpézat
- Nizas
- Noilhan
- Pébées
- Pellefigue
- Polastron
- Pompiac
- Puylausic
- Sabaillan
- Saint-André
- Saint-Élix
- Saint-Lizier-du-Planté
- Saint-Loube
- Saint-Soulan
- Samatan
- Sauveterre
- Sauvimont
- Savignac-Mona
- Seysses-Savès
- Simorre
- Tournan
- Villefranche